# Oblast de Tchita

Bandeira do oblast

Brasão de Tchita

O oblast de Tchita foi uma divisão federal da Federação da Rússia. A 1 de Março de 2008 fundiu-se com Aga Buriácia para formar o Krai da Transbaicália.